# Pollo Gaston Gérard
Il pollo Gaston Gérard è un piatto tradizionale di Digione e della cucina della Borgogna, a base di pollo, vino bianco, panna, senape, formaggio comté grattugiato, e paprika.

## Storia
Questa ricetta fu creata per la prima volta nell'agosto del 1930, in seguito a un incidente di cucina, da Reine Geneviève Bourgogne, prima moglie di Gaston Gérard, ministro e vicesindaco di Digione, per il loro ospite, il principe dei gastronomi Curnonsky, umorista e famoso critico culinario francese dell'epoca. 

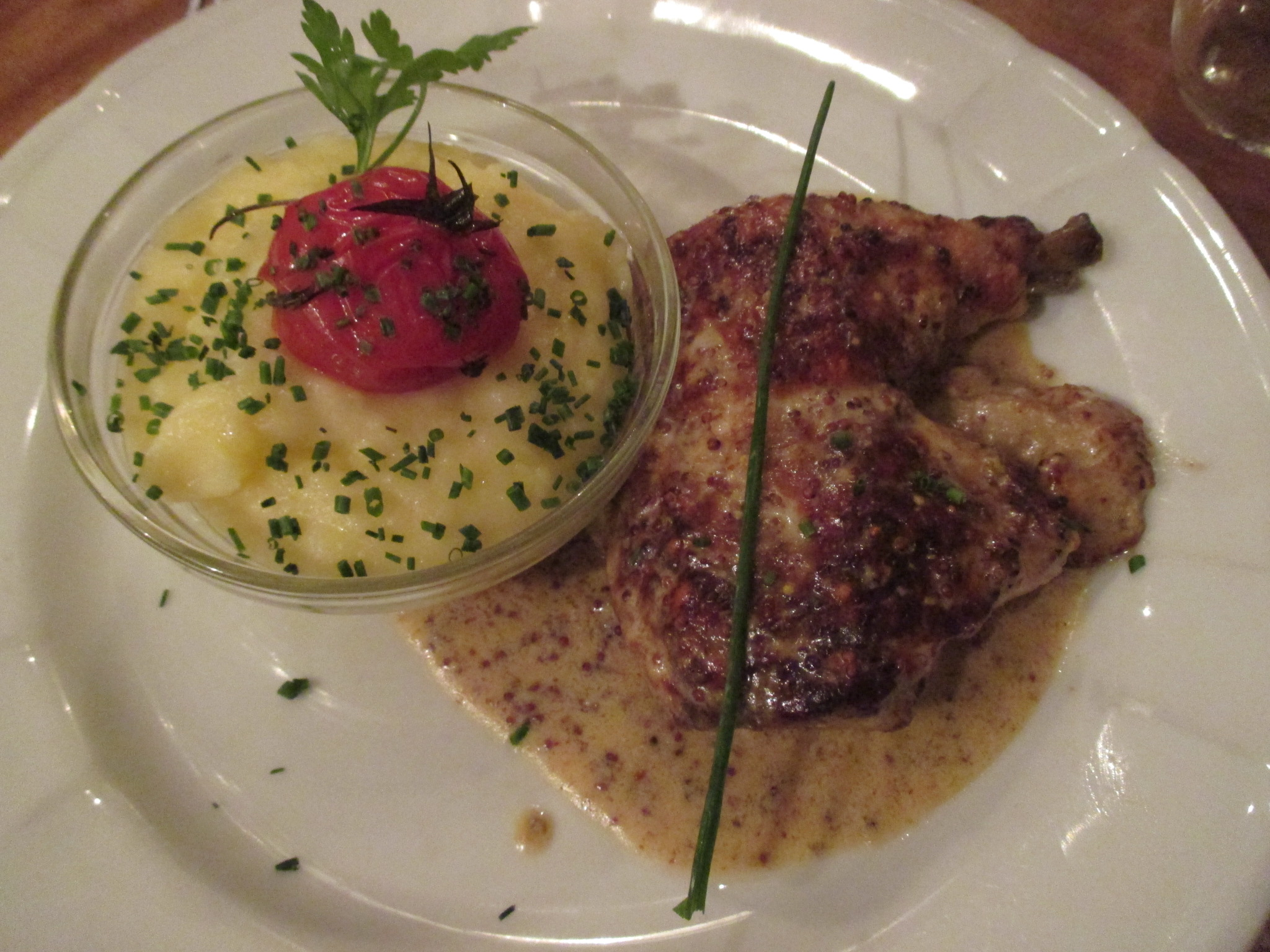
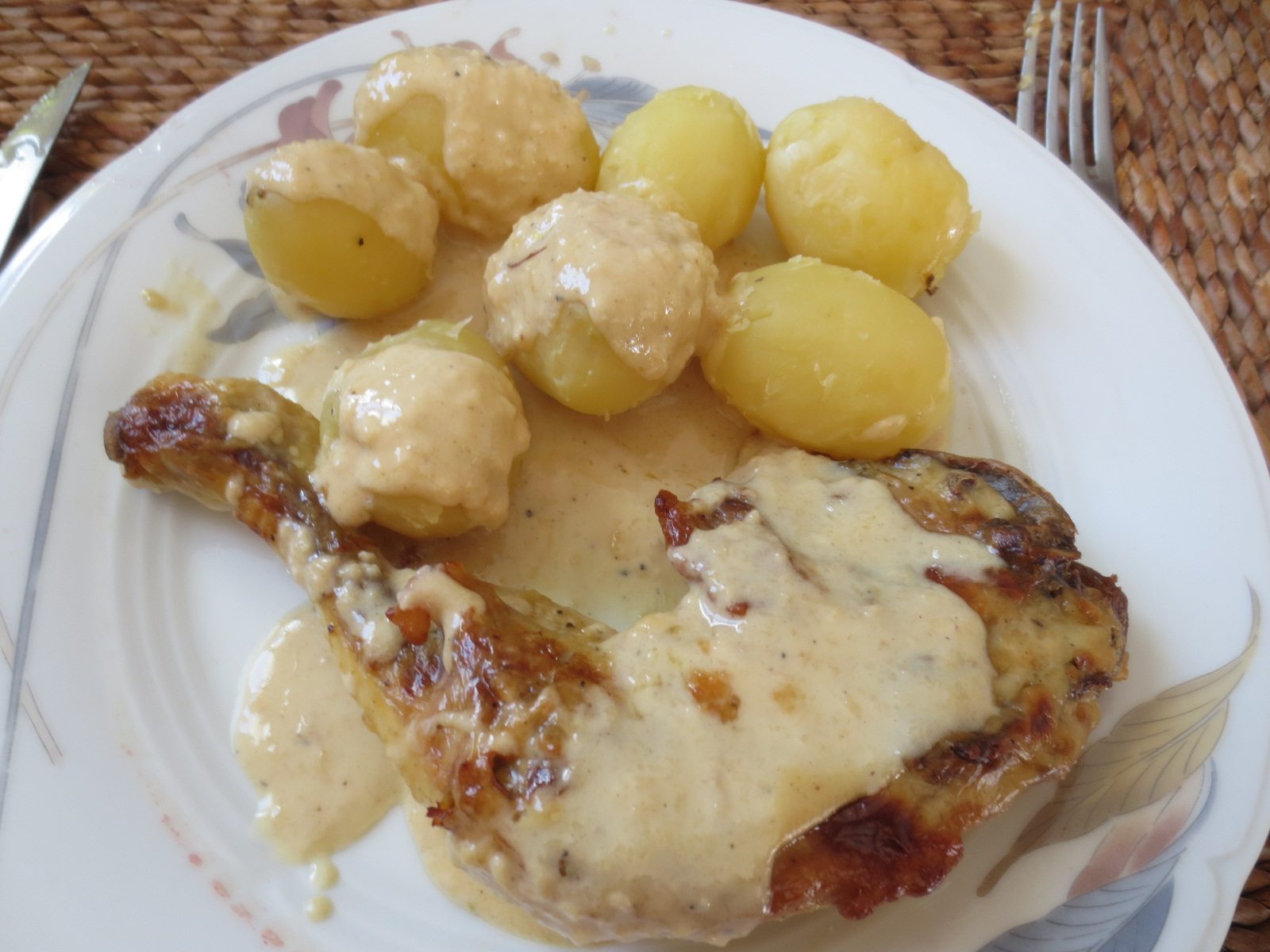
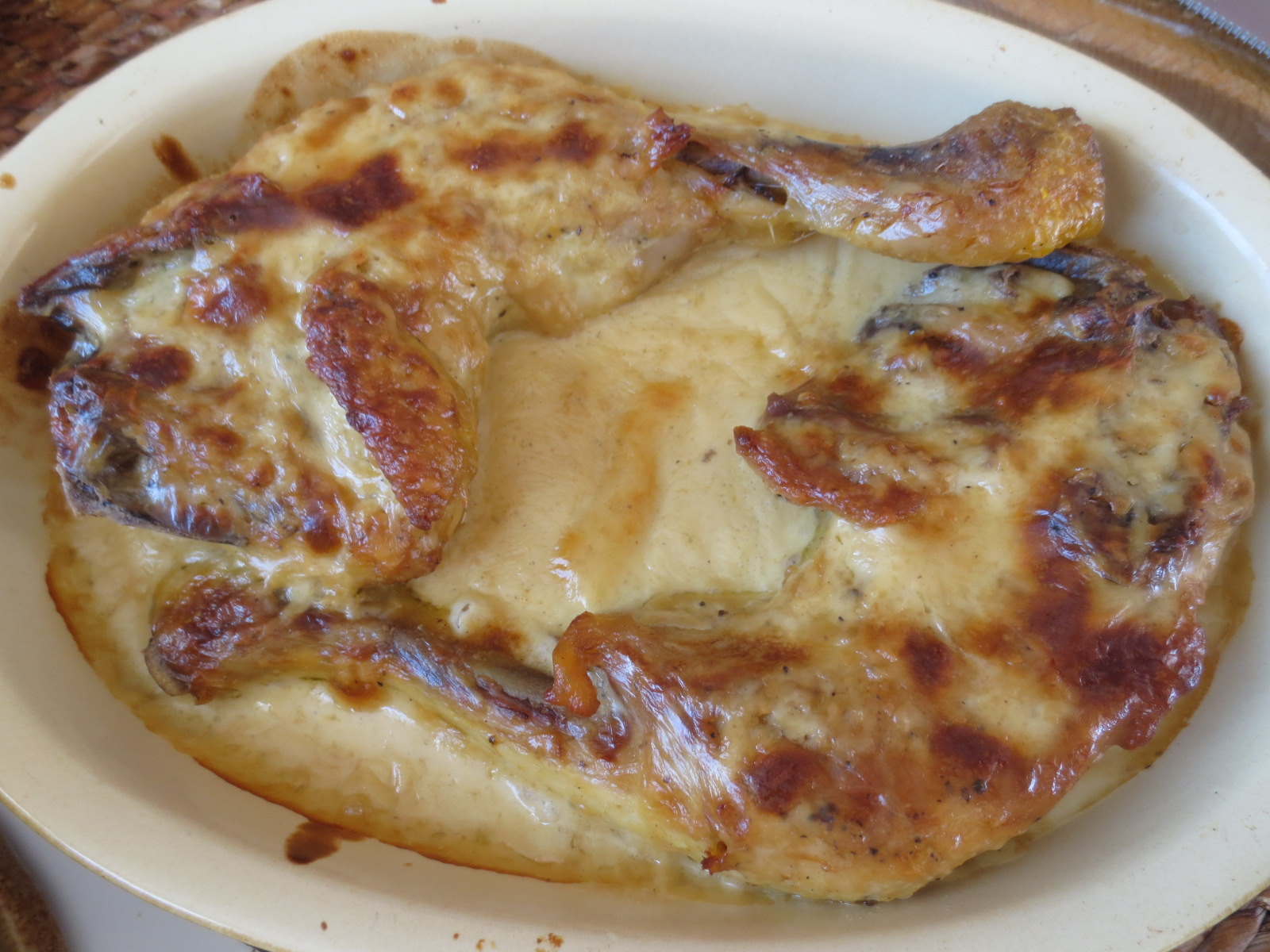
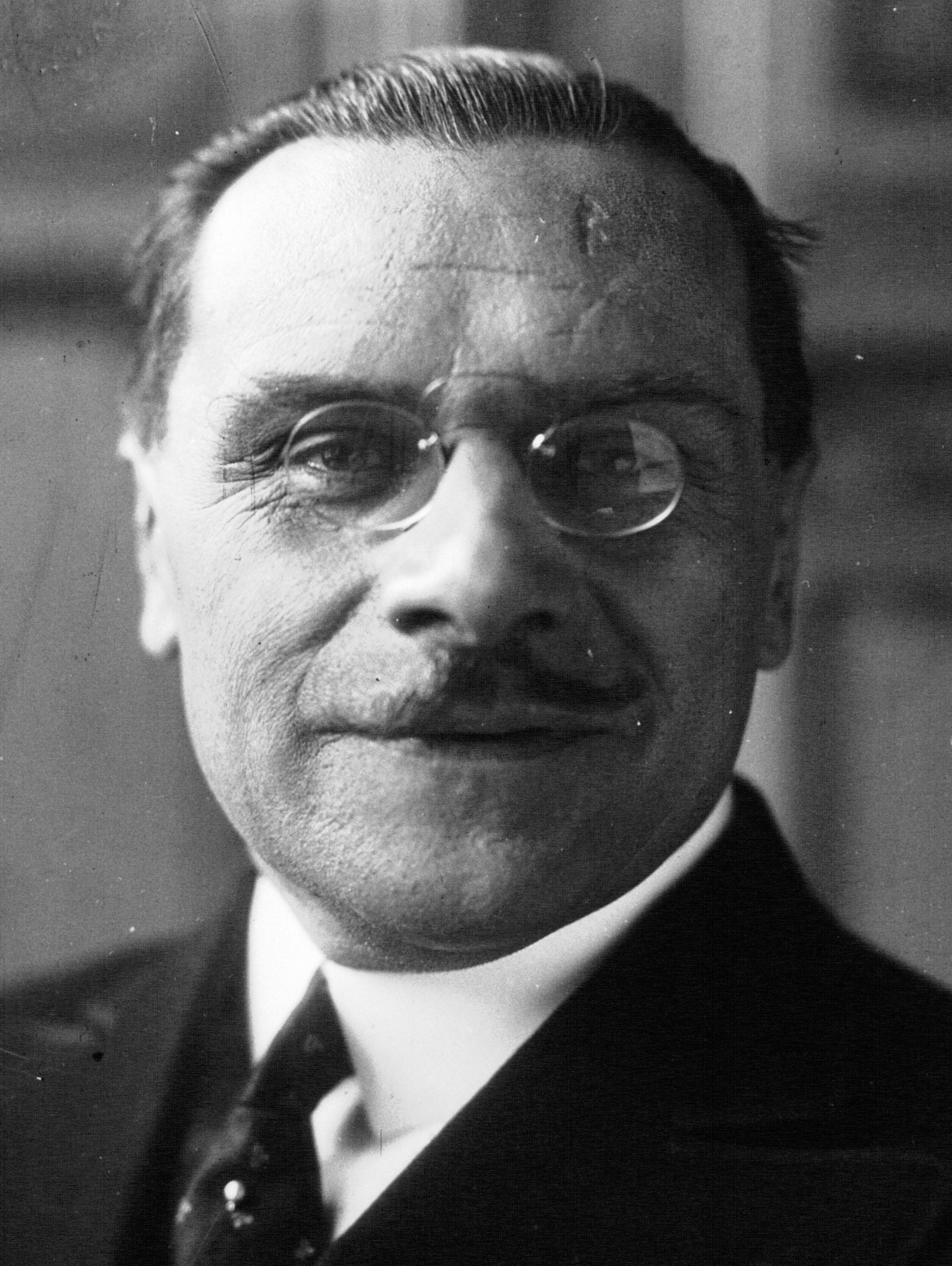
Gaston Gérard

Mentre preparava una ricetta a base di pollo nella loro casa di rue du Petit-Potet a Digione, rovesciò accidentalmente un barattolo di paprika nella pentola. Per rimediare all'incidente, decise di aggiungere vino bianco di Borgogna, panna fresca e formaggio Comté grattugiato. La ricetta fu un successo e piacque al padrone di casa e all'illustre critico gastronomico, che si congratulò con la padrona di casa e scelse di darle il nome del suo ospite. La ricetta è poi divenuta un classico della cucina di Digione e della cucina borgognona.

## Ingredienti e preparazione
Per questa ricetta si utilizza preferibilmente il pollo della Bresse (della Bresse borgognona). In una casseruola, il pollo viene prima rosolato nell'olio o nel burro e poi lasciato cuocere. La salsa si prepara con il fondo di cottura, il formaggio comté grattugiato, il vino bianco di Borgogna, la senape di Digione, la paprika e la panna fresca. Si serve leggermente gratinato (al forno per 30 minuti a circa 200 °C) e accompagnato da purè di patate.

## Variante
Il filetto Stroganoff è una nota variante della cucina russa del pollo Gaston Gérard.